# Кистега (приток Тёбзы)
Кистега — река в России, протекает по Галичскому району Костромской области. Устье реки находится в 113 км по правому берегу реки Тёбза. Длина реки составляет 19 км, площадь водосборного бассейна — 104 км².
Река вытекает из небольшого озера у нежилой деревни Желнино в 18 км к югу от города Галич. Течёт на юго-запад, русло крайне извилистое. На реке стоят сельские населённые пункты Готовцево и Марково, а также ряд нежилых. Впадает в Тёбзу северо-восточнее деревни Поляны.

## Данные водного реестра
По данным государственного водного реестра России относится к Верхневолжскому бассейновому округу, водохозяйственный участок реки — Кострома от истока до водомерного поста у деревни Исады, речной подбассейн реки — Волга ниже Рыбинского водохранилища до впадения Оки. Речной бассейн реки — (Верхняя) Волга до Куйбышевского водохранилища (без бассейна Оки).
Код объекта в государственном водном реестре — 08010300112110000012526.